# 교동면
교동면(喬桐面)은 인천광역시 강화군의 면이다. 본도는 인천광역시 서해안에 놓여 있으며 동남은 양사면, 삼산면, 서도면과 마주하고 있으며 서북으로는 불과 5km 밖의 바다를 사이에 두고 북한과 군사분계선을 이르고 있어 황해도 연백군이 눈앞에 보인다. 도서라고는 하지만 비교적 평야가 많으며 해안선은 평탄한 편이고 해저는 수심이 얕고 간만의 차가 심하다.

## 개요
교동도의 원래 이름은 대운도(戴雲島)이다. ‘고림’ 또는 ‘달을신’이라고도 불렀으나, 고구려 때 처음으로 현을 두어 ‘고목근현’이라 하고, 신라 경덕왕때 교동현이라 한 것이 오늘에 이른다. 1895년 조선 고종 32년에는 읍을 폐하고 강화와 합군하였다가 다음해 7월에 다시 읍으로 하고 군수를 두었다. 그때 당시는 교동 동서남북면 4개 면과 송가면을 합쳐 5개면이었다가 1911년 한일강제병합 때 송가면은 송남면으로 개칭하고, 본도는 4개면 13개로 구획되었다. 1914년 합군 이후, 송남면은 삼산면에 부속되었고 교동은 화개면과 수정면, 2개면이 되었다. 1934년 이후, 화개·수정면을 합면하여 지금의 교동면이 되었다.

## 역사
- 1934년 4월 1일: 강화군 화개면, 수정면을 교동면으로 합면하였다.[2]
- 1995년 인천광역시로 편입되었다.[3]

## 법정리
- 대룡리(大龍里)
- 읍내리(邑內里)
- 상룡리(上龍里)
- 봉소리(鳳韶里)
- 고구리(古龜里)
- 동산리(東山里)
- 삼선리(三仙里)
- 인사리(仁士里)
- 지석리(芝石里)
- 무학리(無鶴里)
- 난정리(蘭井里)
- 서한리(西漢里)
- 양갑리(兩甲里)

## 교육
- 교동초등학교
- 지석초등학교
- 난정초등학교
- 교동중학교
- 교동고등학교

## 명소
- 고구저수지
- 교동읍성
- 교동향교
- 연산군적거지
- 화개사

## 같이 보기
- 교동도
- 교동군